# Patrick Springs
Patrick Springs is een plaats (census-designated place) in de Amerikaanse staat Virginia, en valt bestuurlijk gezien onder Patrick County.

## Demografie
Bij de volkstelling in 2000 werd het aantal inwoners vastgesteld op 2068.

## Geografie
Volgens het United States Census Bureau beslaat de plaats een oppervlakte van
40,6 km², geheel bestaande uit land. Patrick Springs ligt op ongeveer 461 m boven zeeniveau.

## Plaatsen in de nabije omgeving
De onderstaande figuur toont nabijgelegen plaatsen in een straal van 28 km rond Patrick Springs.